# Phytoène
Le phytoène est un hydrocarbure alcénique à 40 atomes de carbone intermédiaire dans la biosynthèse des  caroténoïdes.
La synthèse du phytoène est une étape obligée dans celle des caroténoïdes chez les plantes. Le phytoène se forme à partir de deux molécules de géranylgéranyl-pyrophosphate (GGPP) sous l'action d'une enzyme, la phytoène synthase.
La condensation entre elles des deux molécules en C20 de GGPP entraîne la libération de diphosphate et de protons conduisant à la formation d'une molécule symétrique en C40 de phytoène.